# فرودگاه باورز
فرودگاه باورز (به انگلیسی: Bowers Airport) یک فرودگاه همگانی با کد یاتا LEN است که یک باند فرود آسفالت دارد و طول باند آن ۱۷۰۴ متر است. این فرودگاه در شهر النس بورگ، واشینگتن کشور ایالات متحده آمریکا قرار دارد و در ارتفاع ۵۳۷ متری از سطح دریا واقع شده‌است.